# Луполівська сільська рада
| Луполівська сільська рада — орган місцевого самоврядування у Благовіщенському районі Кіровоградської області з адміністративним центром у с. Луполове. Сільській раді підпорядковані населені пункти: - с. Луполове - с. Кошаро-Олександрівка |

## Склад ради
Рада складалася з 12 депутатів та голови.

### Керівний склад ради
| ПІБ                        | Основні відомості                                                               | Дата обрання | Дата звільнення |
| -------------------------- | ------------------------------------------------------------------------------- | ------------ | --------------- |
| Московчук Віталій Іванович | Сільський голова, 1963 року народження, освіта, безпартійний                    | 26.03.2006   | 31.10.2010      |
| Московчук Віталій Іванович | Сільський голова, 1963 року народження, освіта середня спеціальна, безпартійний | 31.10.2010   |                 |

Примітка: таблиця складена за даними джерела

## Населення
Згідно з переписом УРСР 1989 року чисельність наявного населення сільської ради становила 1462 особи, з яких 673 чоловіки та 789 жінок.
За переписом населення України 2001 року в сільській раді мешкало 1087 осіб.

### Мова
Розподіл населення за рідною мовою за даними перепису 2001 року:
| Мова       | Відсоток |
| ---------- | -------- |
| українська | 96,14 %  |
| молдовська | 2,48 %   |
| російська  | 1,19 %   |